# バルバレスコ (ワイン)
バルバレスコ(イタリア語: Barbaresco)はネッビオーロ種ブドウのみを原料とし、ピエモンテ州クーネオ県のバルバレスコ村、トレイゾ村、ネイヴェ村およびアルバのサン・ロッコ・セーノ・デルヴィオ(San Rocco Seno d'Elvio)地区(元々バルバレスコ村だった)で清算されるイタリアワインである。EUの原産地名称保護制度において最上位のDOCGに認定されている赤ワイン。

## 概要
伝統的にイタリア人の間で珍重され、「ワインの女王」(あるいは「女王のワイン」)とも呼ばれ、バローロ(主原料は同じネッビオーロ種)と並ぶ最高級ワインの評価を得てきた。

## 性質と特徴
- 色: オレンジ色の反射のあるガーネット色
- 芳香: 独特の芳香、エーテル臭、緑胡椒風、苦いアーモンドの種の香り
- 味わい: 繊細で上品、こくがあり、スパイス風味

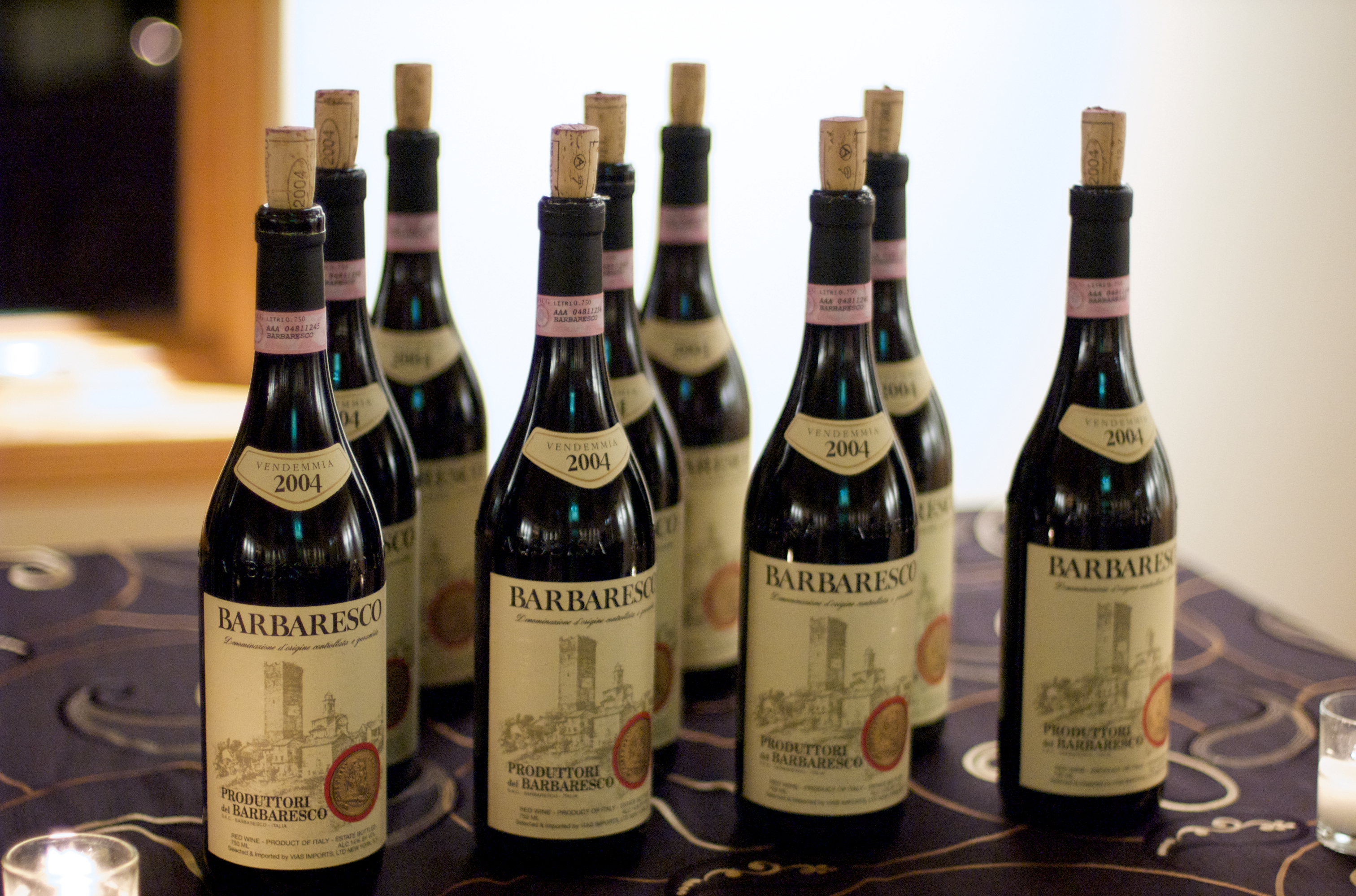
バルバレスコ

## おすすめの組み合わせ
ロースト、ボリートミスト（イタリア風の肉おでん）、ジビエなどに合わせる。

## 生産
県、時期、量（100リットル単位）
- Cuneo  (1990/91)  18848.12
- Cuneo  (1991/92)  18064.0
- Cuneo  (1992/93)  16219.0
- Cuneo  (1993/94)  16349.0
- Cuneo  (1994/95)  14155.88
- Cuneo  (1995/96)  14915.0
- Cuneo  (1996/97)  19439.45